# 16V

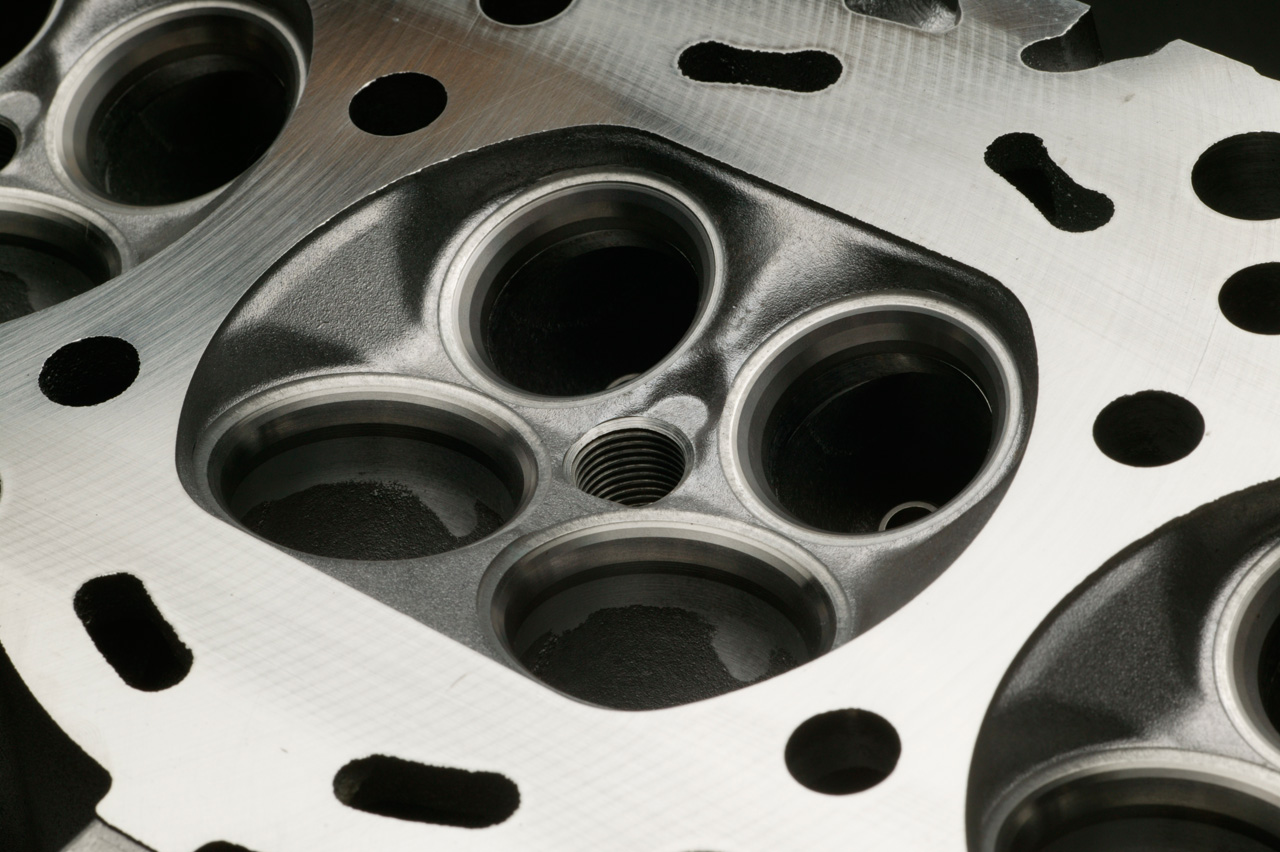
Głowica cylindra silnika Nissan VQ35DE, widoczne 4 gniazda zaworowe

16V – w motoryzacji oznaczenie silnika spalinowego 4-cylindrowego, posiadającego po 4 zawory na cylinder. Ogólniejszym pojęciem jest angielskie Multi-valve, mówiące, że silnik posiada więcej niż 2 zawory na cylinder.
Konwencjonalne rozwiązanie to 2 zawory na cylinder – ssący (dolotowy) i wydechowy (wylotowy). Od późnych lat 80. zaczęto stosować rozwiązanie z czterema zaworami, aby zmniejszyć opory ssania i wydechu, a co za tym idzie, zwiększyć moc silnika i osiągi. Obecnie wiele produkowanych silników do aut osobowych wykorzystuje technologię czterech zaworów na cylinder.
Silniki o 4 zaworach na cylinder mają nieco bardziej wysokoobrotową charakterystykę, niż silniki o 2 zaworach na cylinder, co niekorzystnie wpływa na ekonomikę jazdy przy niskich obrotach.
Istnieją też silniki z trzema, a nawet sześcioma zaworami na cylinder - przykładem jest Maserati 2.0L turbo-V6, czy też motocykl Honda NR750, która posiada 8 zaworów na każdy cylinder, a w sumie jest ich aż 32.